# 本通町 (鳥栖市)
本通町（ほんどおりまち）は、佐賀県鳥栖市にある町名。現行行政区名は本通町一丁目と本通町二丁目である。郵便番号は841-0033。

## 地理
本通町はJR鳥栖駅の西口側から京町を挟んで西に位置する。同町の周囲の町名では東に京町、南に東町、西に本町、北に大正町とそれぞれ接している。

## 歴史
1954年に鳥栖市が誕生した後に1959年から大字を廃止し町名設置が行われ、それ以前まで置かれていた大字の藤木の一部が現在の本通町一丁目と二丁目として設置された(鳥栖市の地名も参照)。

## 世帯数と人口
2022年（令和4年）1月31日現在の世帯数と人口は以下の通りである。
| 町丁         | 世帯数  | 人口  |
| ------------ | ------- | ----- |
| 本通町一丁目 | 43世帯  | 75人  |
| 本通町二丁目 | 84世帯  | 189人 |
| 計           | 127世帯 | 264人 |

## 小・中学校の学区
市立小・中学校に通う場合、学区は以下の通りとなる。
| 番地 | 小学校             | 中学校             |
| ---- | ------------------ | ------------------ |
| 全域 | 鳥栖市立鳥栖小学校 | 鳥栖市立鳥栖中学校 |

## 交通

### 鉄道
- 最寄り駅はJR九州鹿児島本線と長崎本線の鳥栖駅（京町内）である。

### バス
- 西鉄バス佐賀の市内線（河内線、麓線、弥生が丘線）と広域線（久留米-鳥栖線、綾部線、鳥栖-神埼線）が鳥栖駅前から本通町一丁目を通っている[5]。

### 道路
- 佐賀県道220号鳥栖停車場線が本通町一丁目を通過している（途中で本通町交差点を通過する）。

## 施設

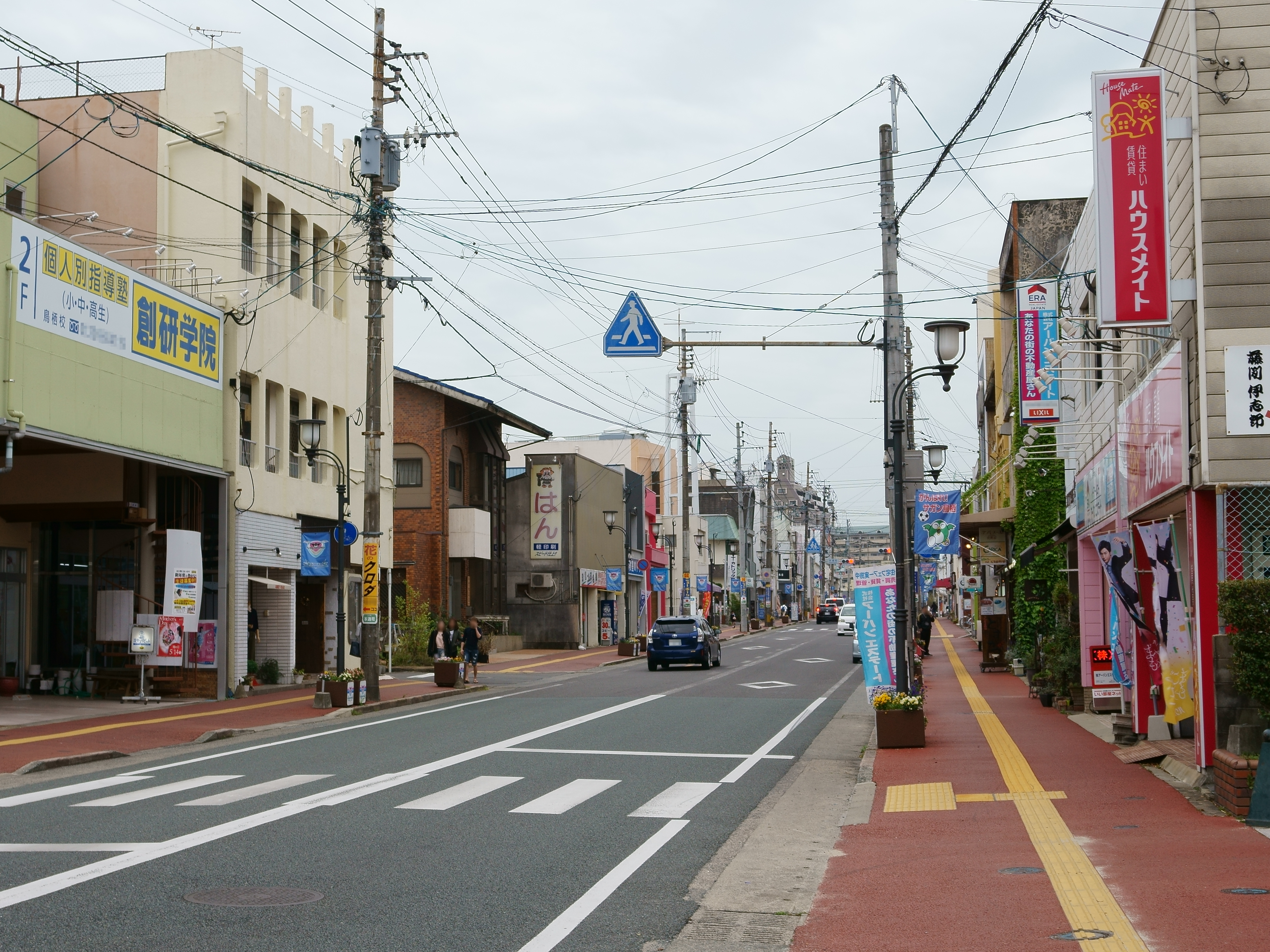
本通筋商店街、中央公園入口付近から本町方面

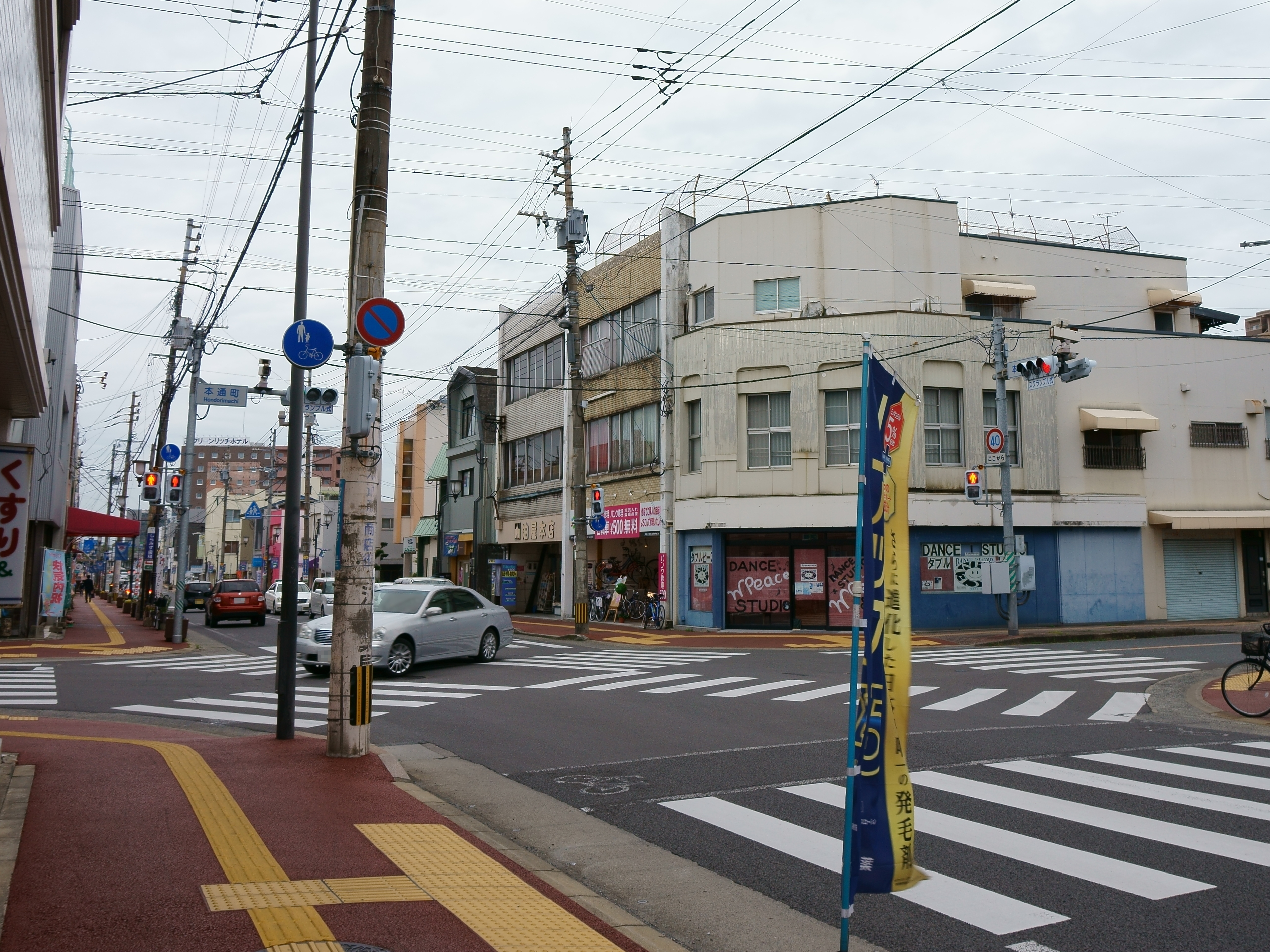
本通町交差点、佐賀県道220号鳥栖停車場線沿いに鳥栖駅方向を望む

- 西日本シティ銀行鳥栖支店
- 佐賀銀行鳥栖支店
- カトリック幼稚園
- はんず鳥栖店
- 油屋本店
- ダンガリー（レストラン）
- 湯どうふしゃぶしゃぶ七色（レストラン）
- 信ちゃん（レストラン）
- 菜蓮二号店（レストラン）
- カラオケバンク
- 古賀病院
- 白水レディースクリニック